# Adrian Johnson
Adrian Johnson (Knoxville, 13 gennaio 1883 – Los Angeles, 14 settembre 1964) è stato uno sceneggiatore statunitense che lavorò a Hollywood all'epoca del muto, collaborando a lungo con J. Gordon Edwards, regista di fiducia della diva Theda Bara.
Era sposato con l'attrice Margaret Cloud.

## Filmografia
- The Marriage Bond, regia di Lawrence Marston (1916)
- A Wall Street Tragedy, regia di Lawrence Marston (1916)
- Romeo and Juliet, regia di J. Gordon Edwards (1916)
- The Battle of Life, regia di James Vincent (1916)
- The Blue Riders, regia di John Raymond (1916)
- The Darling of Paris, regia di J. Gordon Edwards (1917)
- The Tiger Woman, regia di George Bellamy e J. Gordon Edwards (1917)
- Her Greatest Love, regia di J. Gordon Edwards (1917)
- The Small Town Girl, regia di John G. Adolfi (1917)
- A Royal Romance, regia di James Vincent (1917)
- Heart and Soul, regia di J. Gordon Edwards (1917)
- Every Girl's Dream, regia di Harry Millarde (1917)
- Camille, regia di J. Gordon Edwards (1917)
- Conscience, regia di Bertram Bracken (1917)
- Cleopatra, regia di J. Gordon Edwards (1917)
- Unknown 274, regia di Harry F. Millarde (1917)
- Madame du Barry, regia di J. Gordon Edwards (1917)
- The Forbidden Path, regia di J. Gordon Edwards (1918)
- A Daughter of France, regia di Edmund Lawrence (1918)
- The Soul of Buddha, regia di Adrian Johnson (1918)
- Blue-Eyed Mary, regia di Harry Millarde (1918)
- Under the Yoke, regia di J. Gordon Edwards (1918)
- Salomè (Salome), regia di J. Gordon Edwards (1918)
- Why America Will Win, regia di Richard Stanton (1918)
- The Queen of Hearts, regia di Edmund Lawrence (1918)
- The Caillaux Case, regia di Richard Stanton (1918)
- Tell It to the Marines, regia di Arvid E. Gillstrom e Adrian Johnson (1918)
- Why I Would Not Marry, regia di Richard Stanton (1918)
- Buchanan's Wife, regia di Charles Brabin (1918)
- The Danger Zone, regia di Frank Beal (1918)
- The Light, regia di J. Gordon Edwards (1919)
- Luck and Pluck, regia di Edward Dillon (1919)
- When Men Desire, regia di J. Gordon Edwards (1919)
- The Jungle Trail, regia di Richard Stanton (1919)
- A Woman There Was, regia di J. Gordon Edwards (1919)
- Checkers, regi di Richard Stanton (1919)
- The Miracle of Love, regia di Robert Z. Leonard
- April Folly, regia di Robert Z. Leonard (1920)
- Carnival, regia di Harley Knoles (1921)
- His Wife's Husband, regia di George A. Cooper (1922)
- The Love Brand, regia di Stuart Paton (1923)
- Crooked Alley, regia di Robert F. Hill (1923)
- The Darling of New York, regia di King Baggot (1923)
- A Bowery Cinderella, regia di Burton L. King (1927)
- Satan and the Woman, regia di Burton L. King (1928)
- The Stronger Will
- Women Who Dare, regia di Burton L. King (1928)
- Romance of a Rogue, regia di King Baggot (1928)
- The Look Out Girl, regia di Dallas M. Fitzgerald (1928)
- The Jazz Cinderella, regia di Scott Pembroke (1930)
- The Lady from Nowhere, regia di Richard Thorpe (1931)
- Found Alive, regia di Charles Hutchison (1933)
- Killers of the Sea - documentario
- Lost Cleopatra, regia di Phillip Dye - documentario (2017)